# فاطمة بنت مالك بن أنس
فاطمة بنت مالك فقيهة ومحدثة راوية الموطأ، روى كبار العلماء من الرجال عنها الحديث، نقلت الكثير من علم أبيها وأحواله، وحفظته وأدركته.

## سيرتها
فاطمة بنت مالك بن أنس بن مالك بن أبي عامر الأصبحي الحِمْيَرِيْ المدني. زوجها ابن أخت مالك بن أنس أحد علماء المدينة، وهو إسماعيل بن أبي أويس واسم أبي أويس عبد الله بن عبد الله بن أويس بن مالك بن أبي عامر الأصبحي، حليف بني تميم.
ذكرت في رواة الموطأ عن مالك، قال ابن ناصر الدين: «قال الزبيري: كان لمالك ابنة تحفظ علمه يعني الموطأ، وكانت تقف خلف الباب، فإذا غلط القارئ، نقرت بالباب، فيفطن مالك، فيرد عليه».

حفظت فاطمة بنت مالك الكثير من علم أبيها ونقلت أحواله، وهي التي قالت عن صفة قيام أبيها.
"كان مالك يصلي كل ليلة حزبه فإذا كانت ليلة الجمعة أحياها كلها"
أخبر عنها أحمد بن جعفر القطيعي، ومحمد بن العباس الخراز، وأبو محمد عبد الرحمن بن محمد الزهري، أبو الحسن الدمشقي، إسماعيل بن أبي أويس.